# سوزان بي. فينتر
سوزان بي. فينتر (بالألمانية: Susann B. Winter)‏ هي ممثلة ألمانية، ولدت في 1962.

## وصلات خارجية
- سوزان بي. فينتر على موقع IMDb (الإنجليزية)
- سوزان بي. فينتر على موقع ألو سيني (الفرنسية)
- سوزان بي. فينتر على موقع قاعدة بيانات الفيلم (الإنجليزية)
- سوزان بي. فينتر على موقع كينوبويسك (الروسية)